# Romano Artioli
Romano Artioli (Moglia, 5 de diciembre de 1932) es un empresario italiano, ex-proprietario de las firmas de automóviles Bugatti y Lotus.

## Semblanza

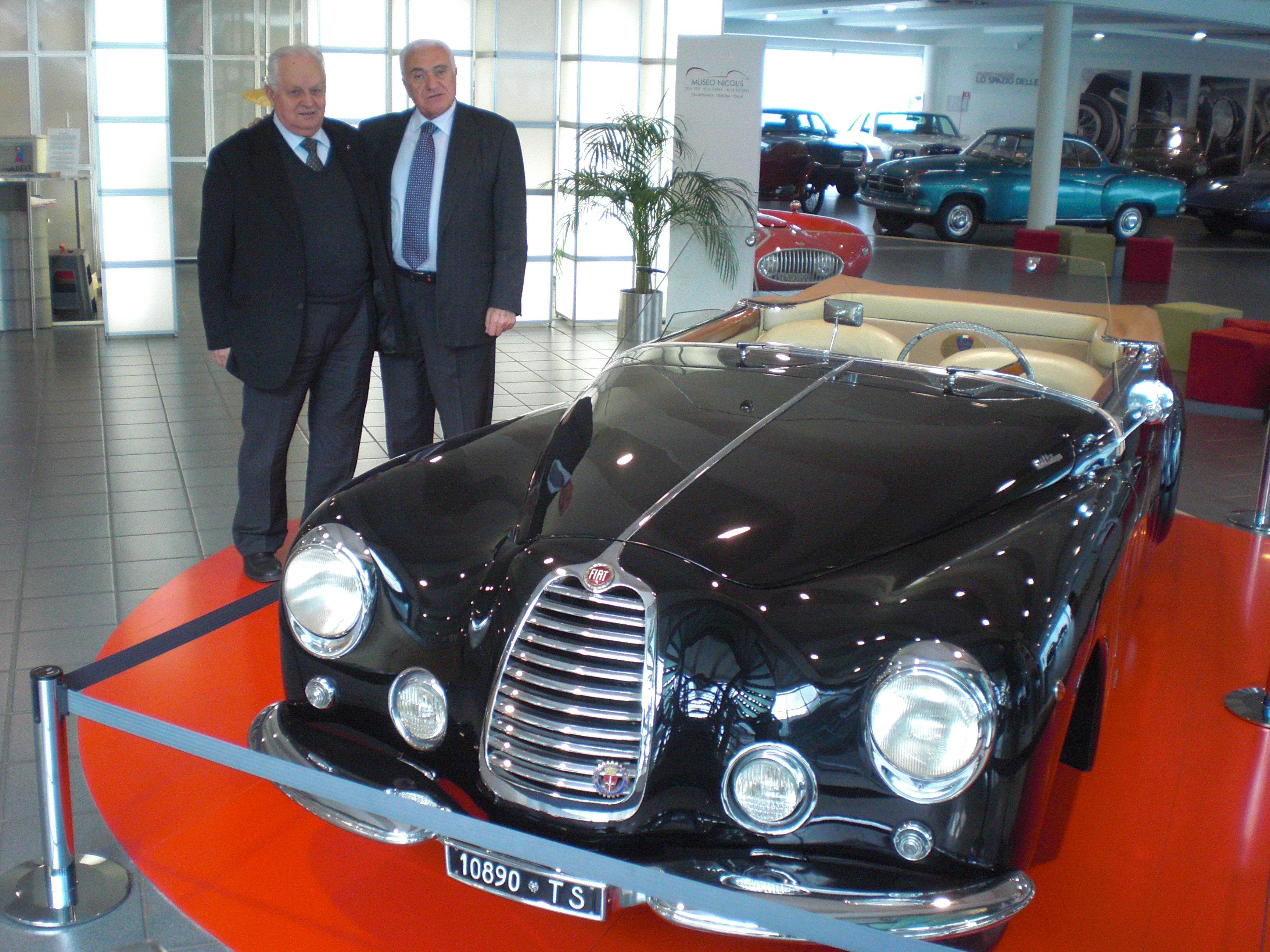
Romano Artioli (a la derecha) visitando el Museo Nicolis

Artioli nació en la provincia de Mantua, pero creció en Bolzano, donde en la década de 1980 gestionó el concesionario Ferrari más grande del mundo, ampliando su mercado en el norte y el sur de Alemania.
También inició el negocio de importación de automóviles japoneses a través de su empresa Autexpò, que en 1982 se convirtió en el primer importador de Suzuki en Italia.
Gran admirador de los coches Bugatti, siendo aconsejado por Ferruccio Lamborghini y por Paolo Stanzani, creó con Jan-Krister Breitfeld la compañía Bugatti International, y compró la marca Bugatti en 1987. 
A continuación se convirtió en director ejecutivo de Bugatti Automobili Sp A., iniciando la fabricación del automóvil Bugatti EB110. 
En 1993, su esposa Renata Kettmeir creó la compañía de lujo Ettore Bugatti, que usa el logotipo de Bugatti EB. Su aventura empresarial terminó en septiembre de 1995 con la bancarrota, y la compañía fue asumida posteriormente por el grupo Volkswagen en abril de 1998. 
Artioli compró en agosto de 1993 a General Motors la compañía Lotus, donde trabajó como director ejecutivo hasta 1996, cuando dejó la dirección para permanecer como director de proyectos especiales hasta 1998. En 1996 había vendido la mayoría de las acciones de Lotus a Proton para compensar las pérdidas relacionadas con la insolvencia de Bugatti.

## Familiares
- Su hija Elena Artioli (nacida en 1970 ) es una política del Partido Popular Sudtirolés, la Liga Norte-Tirol del Sur y el Partido Democrático.
- El modelo de automóvil Lotus Elise lleva el nombre de la nieta de Romano Artioli, Elisa Artioli.[5]

## En laces externos
- Wikimedia Commons alberga una categoría multimedia sobre Romano Artioli.

- Datos: Q577745
- Multimedia: Romano Artioli / Q577745